# Huishang Bank
Huishang Bank Corporation, «Хойшан банк» — китайский региональный коммерческий банк, располагающийся в городе Хэфэй, административном центре провинции Аньхой. В списке крупнейших публичных компаний мира Forbes Global 2000 за 2021 год занял 707-е место (в том числе 199-е по активам); из китайских компаний в этом списке занял 115-е место.

## История
Банк был основан 4 апреля 1997 года в Хэфэе. В конце 2005 года он был объединён с пятью городскими банками и семью кредитными кооперативами провинции Аньхой, сформировав корпорацию «Хойшан банк». 12 ноября 2013 года акции банк были размещены на Гонконгской фондовой бирже; в ноябре 2016 года там же были размещены офшорные привилегированные акции на 888 млн долларов США.

## Деятельность
Банк обслуживает 210 тысяч корпоративных клиентов и 14 млн розничных, им выпущено более 20 млн банковских карт. Основную часть выручки даёт чистый процентный доход (в 2020 году 25,7 млрд из 32,3 млрд юаней выручки). В структуре активов из 1,272 трлн юаней на конец 2020 года 553 млрд приходится на выданные кредиты, 511 млрд — на инвестиции в ценные бумаги. Принятые депозиты составили 713 млрд юаней.
Корпоративный банкинг даёт более половины выручки банка, на казначейские услуги приходится 24 % выручки, на розничный банкинг — 23 %.